# Margot Claussen
Margot Claussen (* 29. März 1885 in Itzehoe; † 28. September 1968 ebenda) war eine deutsche Malerin.

## Leben
Margot Claussen war die Tochter des Sanitätsrats Wilhelm Claussen und dessen Ehefrau Helene (geb. Baasch).
Sie besuchte bis 1900 in Itzehoe die Privatschule für höhere Töchter (heute: Auguste Viktoria-Schule) des niederdeutschen Schriftstellers Johann Hinrich Fehrs.
Von 1905 bis 1910 studierte sie bei Adolf Höfer in München an der Damenakademie des Münchner Künstlerinnenvereins. Das in dieser Zeit entstandene Gemälde Holländerin bezeichnete sie als ihr Gesellenstück. Nach dem Tod ihres Vaters kehrte sie 1911 nach Itzehoe zurück.
Während des Ersten Weltkrieges arbeitete sie zunächst als Rot-Kreuz-Helferin und legte 1915 ihr Staatsexamen für Krankenpflege in Brüssel ab; sie war bis zum Ende des Krieges in Feld- und Etappenlazaretten tätig. In dieser Zeit zeichnete sie mit Kohle dunkle stimmungshafte Landschaften.
Nach dem Krieg verdiente sie sich ihren Lebensunterhalt mit Büroarbeit – zunächst bis 1925 bei ihrem Schwager, dem Rechtsanwalt Voss, dann bis etwa 1950, als Sekretärin in der Buchhaltung in der Handweberei von Elisabeth Hablik-Lindemann.
Zusammen mit Elisabeth Kellermann (1892–1979) und Helene Gries-Danican, mit denen sie befreundet war, beteiligte sie sich 1920 an einer Kunstausstellung in Itzehoe. Sonst hielt sie jedoch ihre Werke im Verborgenen und zeigte die pastos spätimpressionistischen Landschaften und Bildnisse lediglich im Familienkreis und ihren Malfreundinnen.
Bis zu ihrem Tod lebte sie allein in einer Mansardenwohnung in Itzehoe.